# James Harold Doolittle
James Harold Doolittle (* 14. Dezember 1896 in Alameda, Kalifornien; † 27. September 1993 in Pebble Beach, Kalifornien) war Pilot und ein General der United States Air Force. Er wurde bekannt durch hervorragende fliegerische Leistungen und einen frühen Luftangriff auf Tokio während des Pazifikkriegs am 18. April 1942, den sogenannten Doolittle Raid.

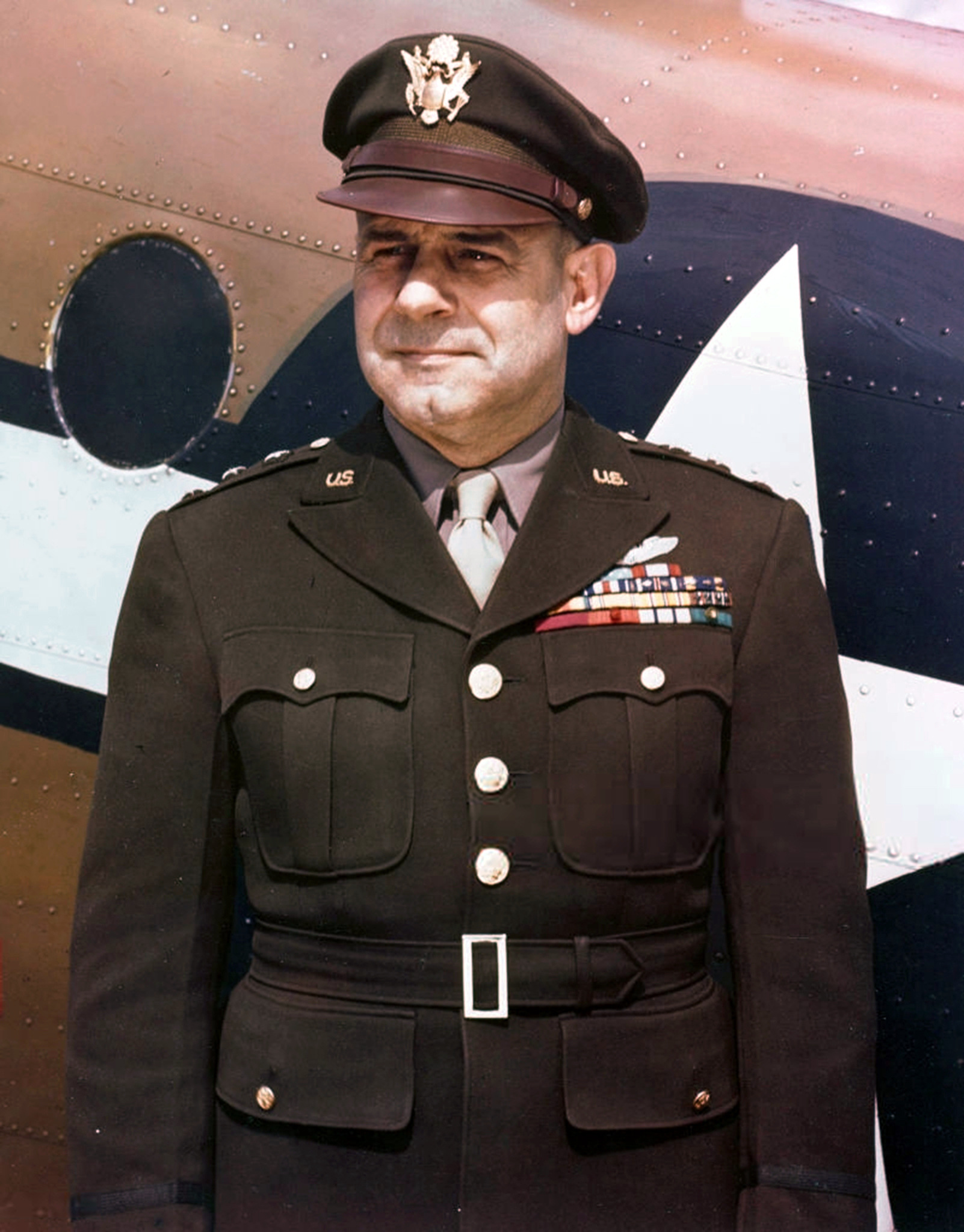
General James Harold Doolittle (1944/1945)

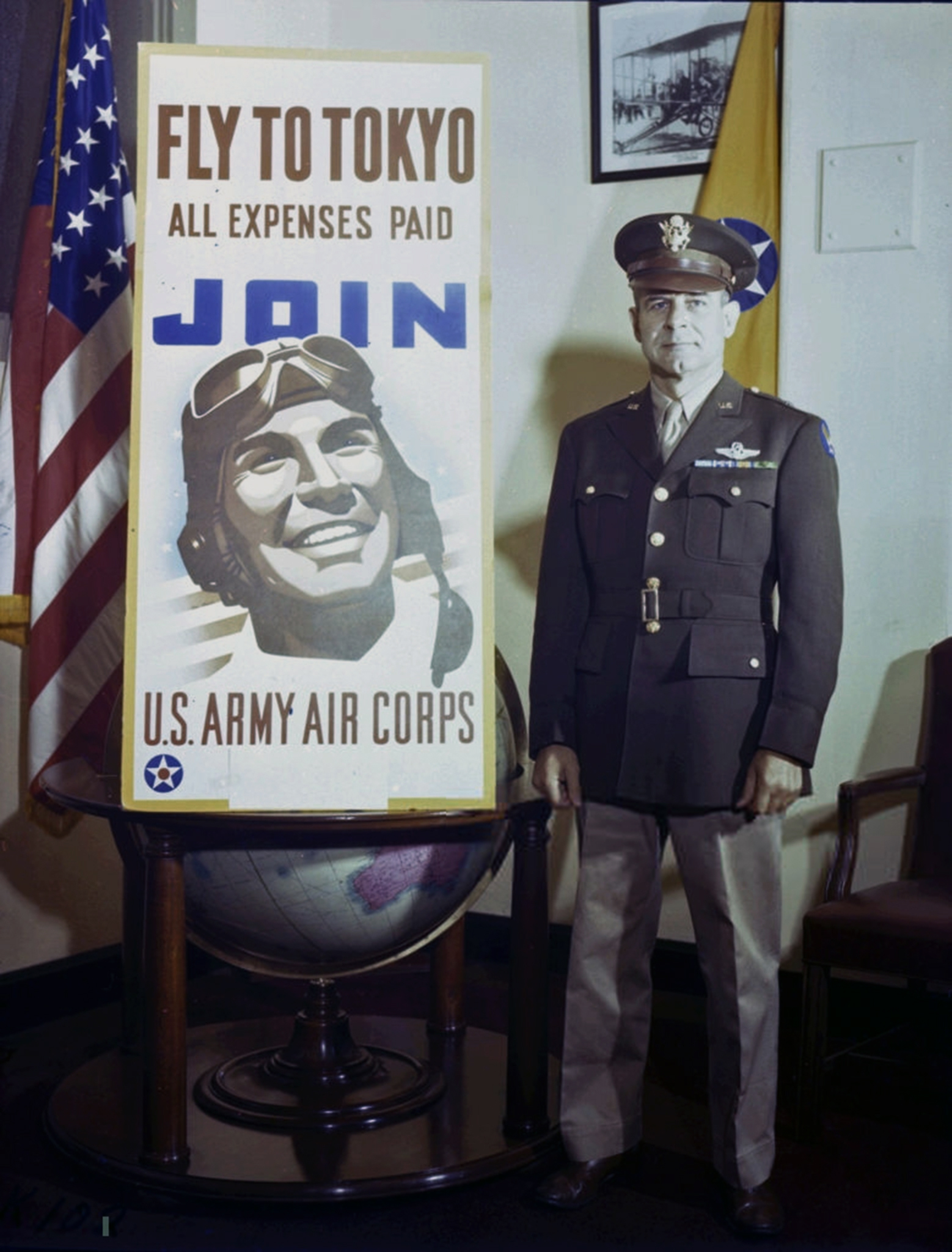
General Doolittle mit Werbeposter für das US Army Air Corps (um 1943)

## Leben
Nach Absolvierung der High School und des Los Angeles Junior College studierte er an der Universität von Kalifornien. Doolittle war ein begabter Boxer und holte sich den Amateurmeistertitel der Westküste im Fliegengewicht. 1917 trat er der US Army bei, machte dort eine Flugausbildung und trainierte während des Ersten Weltkriegs im Lieutenant-Rang neue Flugschüler in Luftverteidigung und Taktik.
In den 1920er Jahren erlangte Doolittle erste Berühmtheit durch sein fliegerisches Talent. Im September 1922 unternahm er einen Transkontinentalflug, bei dem er mehrere Rekorde brach. Er gewann mehrere Flugtrophäen, so 1925 die Schneider-Trophy, und spielte eine herausragende Rolle bei der Entwicklung des Instrumentenflugs. Das Massachusetts Institute of Technology (MIT) verlieh ihm Mitte der 1920er die Doktorwürde.
Lieutenant Doolittle beendete 1930 seine aktive Zeit, blieb aber als Reserveoffizier in der Army. Als Rennpilot erzielte er,  in der Granville Gee Bee R-1  bei der Shell-Trophy den absoluten Geschwindigkeitsweltrekord und gewann 1932 die  Thompson Trophy. In der Privatindustrie beschäftigte er sich mit der Weiterentwicklung von Flugkraftstoffen und 1940 wurde er Präsident des Institute of Aeronautical Science.
Mitte 1940 wurde er wieder aktiv in der Army. Seine Aufgabe war die Umstellung der amerikanischen Automobilindustrie auf die Rüstungsproduktion.
Air-Force-General Henry H. Arnold beauftragte Lieutenant Colonel Doolittle 1942 mit der Ausarbeitung eines möglichen Luftangriffs auf Japan. Diese am 18. April 1942 ausgeführte Operation wurde unter der Bezeichnung Doolittle Raid bekannt. Für seinen Erfolg wurde ihm die Medal of Honor verliehen und er wurde zum Brigadegeneral befördert.
Im weiteren Verlauf des Zweiten Weltkriegs kommandierte er Teile der US Army Air Forces in Nordafrika und dem Mittelmeerraum als Lieutenant General (Twelfth Air Force, Northwest African Strategic Air Force, Fifteenth Air Force). Zwischen dem 6. Januar 1944 und dem 9. Mai 1945 war er Oberbefehlshaber der Eighth Air Force in England. Nach dem Ende des Zweiten Weltkrieges in Europa sollte diese in den Fernen Osten verlegt werden. Dies kam wegen des Kriegsendes jedoch nicht mehr zustande.
Nach Kriegsende arbeitete er weiter in der Industrie, z. B. bei Shell, wo er die Entwicklung des Hochleistungstreibstoffes JP-7 initiierte. 1985 wurde er in den Rang eines 4-Sterne-Generals erhoben. James Harold Doolittle starb 1993 und wurde mit militärischen Ehren auf dem Nationalfriedhof Arlington beigesetzt. Seit 2003 trägt das Doolittle-Massiv in Antarktika seinen Namen.

## Mitgliedschaften
James Harold Doolittle war ein Mitglied im Bund der Freimaurer, seine Loge war die Hollenbeck Lodge #3 19 in Los Angeles.

## Populärkultur
Doolittle wurde einige Male in Kriegsfilmen, die den Doolittle Raid behandeln, verkörpert:
- in Dreißig Sekunden über Tokio (1944) von Spencer Tracy
- in Pearl Harbor (2001) von Alec Baldwin
- in Midway – Für die Freiheit (2019) von Aaron Eckhart

## Auszeichnungen
Auswahl der Dekorationen, sortiert in Anlehnung an die Order of Precedence of Military Awards:
- Medal of Honor
- Army Distinguished Service Medal
- Silver Star
- Distinguished Flying Cross (3 ×)
- Air Medal

Viele andere Staaten verliehen ihm nach dem Krieg hohe Auszeichnungen.